# Айзенменгер, Август
Август Айзенменгер (нем. August Eisenmenger; 11 февраля 1830, Вена — 7 декабря 1907, там же) — австрийский художник.

## Биография

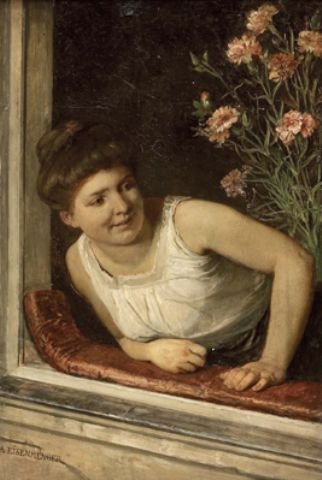

Поступил в Венскую академию художеств в 1845 г. и уже на четырнадцатый день обучения получил первую премию на конкурсе рисунка. Однако затем по финансовым причинам вынужден был оставить обучение. В 1856 г. вновь поступил учеником к Карлу Ралю и работал в составе его бригады вместе с такими художниками как Эдуард Биттерлих и Кристиан Грипенкерль. С 1863 г. преподавал рисунок в протестантской реальной школе, с 1872 г. профессор Академии художеств. Одновременно основал частную школу монументальной живописи, в которой, в частности, учился Рудольф Эрнст.
Среди известнейших работ Айзенменгера — плафон «Аполлон и девять муз» в Золотом зале Венского музыкального общества, плафон в большом зале венского Гранд-Отеля, медальоны Музея прикладного искусства, оформление лестниц венского Дворца правосудия, росписи в ряде венских дворцов.
Один из его сыновей, кардиолог Виктор Айзенменгер, был личным врачом эрцгерцога Франца Фердинанда.